# مخندقانية
تفرينياوات (الاسم العلمي: Taphrinomycetes) هو طائفة من الفطريات يتبع شعيبة التفرينيانية من شعبة الزقيات.

## رتب
- تفرينيات